# Церква Преображення Господнього (Рожнів)
Церква Преображення Господнього (Рожнів) — дерев'яна гуцульська церква в с. Рожнів Івано-Франківської області, Україна, пам'ятка архітектури національного значення.

## Історія
Церква збудована в 1833 році та освячена в 1851 році.  Храм розташований на "Чаплинці" — місцевості в центральній частині села, був філією Церкви Різдва Пресвятої Богородиці також розташованої в селі. У радянський період церква  охоронялась як пам'ятка архітектури Української РСР (№ 1173), була сільським музеєм атеїзму. Церкву з 1993 року використовує громада Української-греко-католицької церкви, в ній служили о. В. Никифорук, о. Василь Сумарук. Місцеві жителі церкву називають "Чіплинською".

## Архітектура
Церква хрестоподібна в плані з квадратною навою і невеликими зрубами бокових рамен. Двоскатні дахи бокових зрубів примикають до чотирьохсторонньої частини нави та восьмигранної частини зрубу нави де розташована баня. На дахах зрубів розташовані маківки. Із західної сторони до подовженого бабинця прибудовано засклений ганок. Ще один засклений ганок прибудовано до південного рамена нави. До вівтаря прибудована прямокутні ризниці, які мають спільний дах. Опасання розташоване навколо церкви на вінцях зрубів. Верхня частина церкви від опасання перекрита бляхою. Вікна храму замінені на пластикові. В інтер'єрі нава відкрита на висоту до вершини бані. Стіни храму були розмальовані живописом кінця ХІХ ст.